# Helmsdorf (Eichsfeld)
Helmsdorf est une commune allemande située dans l'arrondissement d'Eichsfeld en Thuringe.

## Géographie

Situation de Helsmdorf dans l'arrondissement

La commune fait partie de la Communauté d'administration de Dingelstädt.

## Démographie
| 1910 | 1933 | 1939 | 1995 | 2000 | 2005 | 2010 |
| ---- | ---- | ---- | ---- | ---- | ---- | ---- |
| 767  | 781  | 754  | 584  | 594  | 568  | 541  |